# Suore di Maria della Medaglia Miracolosa
Le Suore di Maria della Medaglia Miracolosa (in sloveno Družba Marijinih Sester Čudodelne Svetinje) sono un istituto religioso femminile di diritto pontificio: le suore di questa congregazione pospongono al loro nome la sigla M.S.

## Storia
Le origini dell'istituto risalgono all'associazione delle Vergini Infermiere, fondata in Slovenia il 16 luglio 1878 da Leopoldina Brandis, ispettrice delle Figlie della Carità, per l'assistenza domiciliare, anche notturna, agli ammalati: tale attività era, infatti, interdetta alle suore della sua congregazione.
La società fiorì sotto il governo del lazzarista Antonio Zdešar, che il 15 marzo 1926 riuscì a staccare definitivamente le Vergini Infermiere dalle Figlie della Carità e a costituirle in istituto autonomo: le suore di Maria della Medaglia Miracolosa furono canonicamente erette in congregazione religiosa e le loro costituzioni furono approvate dall'arcivescovo di Lubiana il 27 novembre 1940.
Dopo la seconda guerra mondiale la casa-madre fu dissolta, alle suore fu proibito di accettare novizie e quelle che lavoravano come infermiere negli ospedali statali furono licenziate. Nonostante le difficoltà, la congregazione continuò a svilupparsi e nel 1972 fu divisa in due province (slovena e croata).
L'istituto divenne di diritto pontificio nel 1977.

## Attività e diffusione
Le suore si dedicano principalmente all'assistenza agli ammalati a domicilio e alla cura degli anziani.
Oltre che in Slovenia, sono presenti in Benin, in Bosnia ed Erzegovina, in Canada, Croazia, in Germania, in Italia, in Slovacchia e in Ucraina; la sede generalizia è a Lubiana.
Alla fine del 2008 la congregazione contava 184 religiose in 29 case.